# 布雷烏布朗庫
布雷烏布朗庫（葡萄牙語：Breu Branco），是巴西的城鎮，位於該國北部，由帕拉州負責管轄，始建於1907年，面積3,943平方公里，海拔高度111米，2012年人口55,521，人口密度每平方公里14.08人。